# 東都大学野球連盟
一般財団法人東都大学野球連盟（とうとだいがくやきゅうれんめい、英語表記はTOHTO UNIVERSITY BASE BALL LEAGUE）とは、東京を所在地とした22校の大学の硬式野球部で構成された4部制の大学野球リーグである。

## 概要
東都大学野球連盟は、旧制大学によるリーグから継続している数少ないリーグのひとつで、現在は全日本大学野球連盟傘下となっている。2016年の時点で全日本大学野球選手権大会で最多タイ、明治神宮野球大会では最多優勝をしているリーグであり、「人気の六大学」に対して「実力の東都」と評され、プロ野球界にも数多くの選手を送り出している。
出身選手についてはCategory:東都大学野球連盟の選手を参照。

## 略歴

### 前史

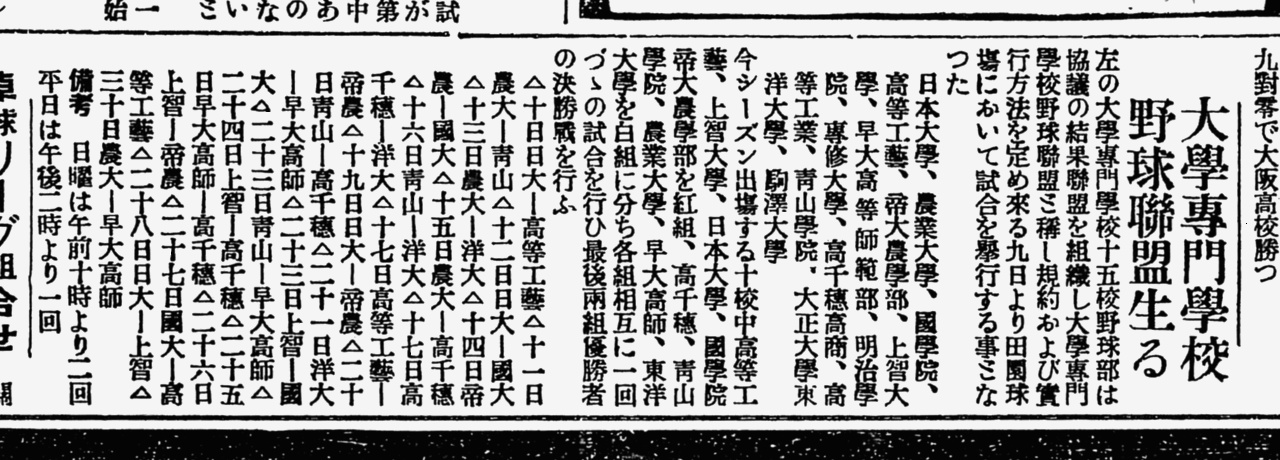
大学専門学校野球連盟生る
（『東京朝日新聞』 1926年10月7日付朝刊3面）

1925年、國學院大學、専修大学、日本大学、東京商科大学、東洋大学、宗教大学（のちの大正大学）によって東京新大学野球連盟（後年の同名の連盟とは無関係）が結成され、同年春に第1回リーグ戦を実施。これは六大学野球の最初のリーグ戦である1925年秋より早いものであった。しかし翌年には改編され、今度は國學院大學、日本大学、東洋大学、東京農業大学、上智大学、東京帝国大学農学部に青山学院、高千穂高等商業学校、早稲田大学高等師範部、東京高等工芸学校などの専門学校（旧制）も加えて東京新十大学野球連盟と改称したが、歩調が合わず結局は永続しなかった。また、こうした大学の中には六大学リーグへの加盟を目指す動きもあり、1920年代から技量を整えつつあった日本大学、國學院大學、専修大学は、六大学リーグへの加盟を度々申請した。1929年には、リーグ戦の枠外で六大学各校が日大、國學院と各1試合の対抗戦を行うこととなったが、その結果、現時点では実力不足と判断され、将来的な技量の向上次第で加盟を歓迎するとしながらも加盟は見送られた。

### 結成

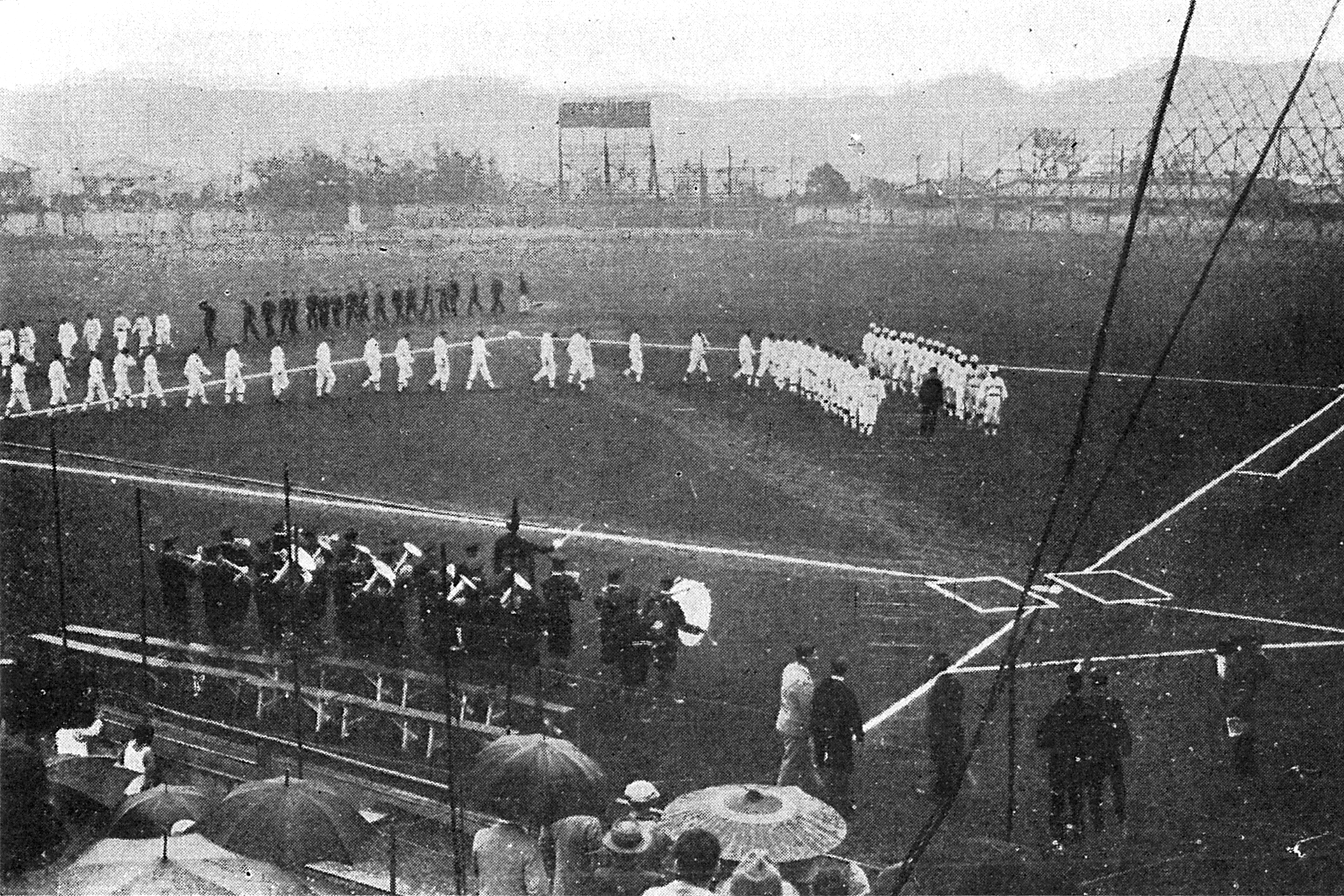
五大学リーグの開会式（戸塚球場）

1931年、六大学リーグ加盟を断念した日本大学、國學院大學は、歴史学者で雑誌『野球界』の主幹でもあった横井春野の周旋により、専修大学、中央大学、東京農業大学とともに東都野球連盟の前身となる五大学野球連盟（当時は通称で新五大学野球リーグと呼ばれた）を結成した。同年春に開始したリーグ戦の開会式は、東京市長永田秀次郎を招き盛大に執り行われた。初年は田園調布球場などを使用したが、翌1932年より神宮球場の使用を開始。1936年、東京商科大学（現・一橋大学）が加盟する際に名称を現在の東都大学野球連盟と改称した。六大学野球連盟とは対照的に、戦後は新規加盟校を積極的に受け入れて規模を拡大、その後いくつかの大学の脱退を経て現在に至っている。なお東都大学連盟の設立経緯にまつわる説には諸説が存在している。（後述連盟創設時の経緯に詳細を紹介。）

### 近年
創設当時は全国的な統括組織が存在しなかったこともあり、東京六大学野球連盟や関西六大学野球連盟と共に独立した連盟であったが、前述2連盟と共に第二次世界大戦後に結成した全国大学野球連盟を経て、現在は全日本大学野球連盟傘下となっている。2019年の時点で全日本大学野球選手権大会では設立以来永らく単独トップだった東京六大学野球連盟の優勝回数に次いでいる（準優勝まで含めると大差でトップ）、特に1990年〜2015年の実績では六大学の優勝4回に対し東都12回と大差をつけている。また秋の明治神宮野球大会では東京六大学を抜いてトップの優勝回数。「人気の六大学、実力の東都」などとも評され、他リーグに比して東都大学野球連盟出身のプロ野球選手の圧倒的な活躍を評する報道もなされている。特に2部リーグまで強豪校がひしめき合い、入替戦を含めて高いレベルを誇るため2部所属校からも一定数プロ入り選手を輩出していることも特長である。

## 沿革

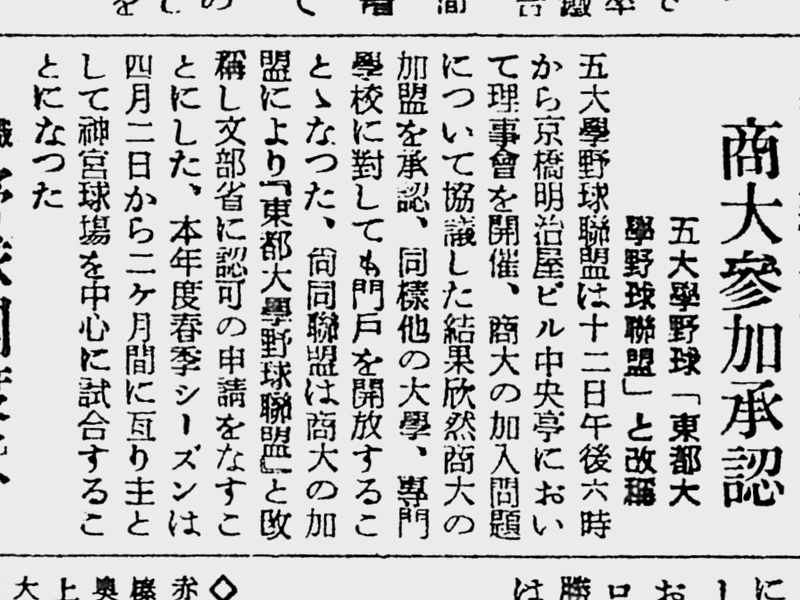
商大参加承認 五大学野球「東都大学野球連盟」と改称（『東京朝日新聞』 1935年2月13日付朝刊3面）

- 1931年、中央大学、日本大学、専修大学、國學院大學、東京農業大学が加盟する五大学野球連盟（当時、通称で新五大学野球連盟）として発足、早大戸塚球場にて発足式を開催。第1回リーグ戦は専大が優勝。
- 1932年 秋季に中央大学が初優勝。
- 1933年 秋季に日本大学が初優勝。
- 1935年 東京商科大学（現在の一橋大学）が加盟し、東都大学野球連盟へ改称。東京農業大学が脱退[3]。
- 1936年 東京農業大学が復帰。A級、B級の二部制を採用（この年限り）[3]。
- 1940年 東京慈恵会医科大学（数年後に脱退）、上智大学、東京工業大学、東洋大学、東京文理科大学（後の東京教育大学、現在の筑波大学）が加盟。第一部6校、第二部5校に分け、一部最下位と二部首位の入れ替え戦を施行。
- 1943年 文部省が戦時学徒体育訓練実施要綱に沿って大学リーグ戦の解散を要求（同日東京六大学野球連盟にも同様の要求）。連盟はこれを承認した[10]。それまでの各校の優勝回数は専修12回、中央7回、日大2回[3]。
- 1946年 前年の第二次世界大戦終戦を受けて連盟の活動が再開。
- 1947年 東京六大学野球連盟および関西六大学野球連盟とともに全国大学野球連盟を結成。同年から大学野球王座決定戦が開催される（1回戦総当り制）。
- 1948年 駒澤大学が春季に加盟。同年秋に大正大学が加盟。
- 1949年 紅陵大学（現在の拓殖大学）が加盟。
- 1950年 学習院大学が加盟（全国新制大学野球連盟の東京地区から移籍）秋季から参加。
- 1951年 春季に青山学院大学、芝浦工業大学、成蹊大学、武蔵工業大学（現在の東京都市大学）、秋季に紅陵大学が脱退した代わりに明治学院大学が加盟（以上全て全国新制大学野球連盟の東京地区から移籍）し3部制を施行。以後19校目以降の加盟校は、3部との入れ替え戦への出場権のみを有した別運営の準加盟リーグとして編入されることに。
- 1952年 全国大学野球連盟と全国新制大学野球連盟が合併し双方とも発展的解消になる。全国大学野球連盟加盟の3連盟は同年8月実施の全日本大学野球選手権大会の代表枠において連盟単独の代表枠となる。
- 1955年 秋季から背番号を導入。
- 1958年 順天堂大学（千葉県大学野球連盟からの移籍）、成城大学、日本体育大学（いずれも東京都新制大学野球連盟からの移籍）が加盟。秋季日大・専修・中央以外で学習院大学が初めて優勝。
- 1959年 亜細亜大学、東京経済大学（東京新大学野球連盟からの移籍）が加盟。国士舘大学と立正大学が準加盟2部に加盟。
- 1961年 第10回全日本大学野球選手権大会において、日本大学が連盟代表として初の優勝。秋季に芝浦工業大学がリーグ初優勝。
- 1962年 春季に駒澤大学が初優勝。
- 1963年 拓殖大学が再加盟（準加盟スタート）。
- 1964年 3部〜準加盟1部・2部のなかから成城大学、日本体育大学、東海大学、東京教育大学（現在の筑波大学）、東京経済大学、武蔵大学、明治学院大学の7校が脱退（7大学は首都大学野球連盟を設立）。残りを3部・4部に再編成。
- 1966年 秋季に亜細亜大学が初優勝。
- 1967年 第16回全日本大学野球選手権大会において中央大学が優勝したことにより、東都大学野球連盟としては初、連盟別としては東京六大学野球連盟（過去2回達成）の記録に並ぶ同一連盟代表による4連覇を達成。この頃より「実力の東都」の称号が一般に普及し始める。
- 1970年 同年秋から秋季の全国各連盟代表による明治神宮野球大会が始まる。
- 1971年 第2回明治神宮野球大会において、日本大学が連盟代表として初の優勝。
- 1976年 神宮球場竣工50周年記念試合として東京六大学野球連盟との選抜チーム対抗試合を実施。秋季に東洋大学が初優勝。
- 1979年 秋季に国士舘大学が初優勝。
- 1981年 連盟のオフィシャルガイドブックの発行を開始。テレビ神奈川にてリーグ戦の生中継が実現（各週1日のみ、本年度のみ）。
- 1982年 3月17日、神宮球場の改装こけら落としのお披露目興行として、学生野球協会からの協力要請に従い、東都大学野球連盟対東京六大学野球連盟の前季優勝校対戦を実施（専修大2-2法政大）。
- 1986年 神宮ガイドブックの発行により、オフィシャルガイドブックの発行を廃止。
- 1988年 秋季に青山学院大学が初優勝。
- 1991年 連盟創立60周年を記念し全加盟校によるトーナメント大会を例年の新人戦に代わり実施。以後4年に一度の割合で1部〜4部の交流試合（各校1試合ずつ）の実施を決定。
- 1993年 秋季に連盟のオフィシャルガイドブックの発行を復活。
- 1994年 春季から女子マネージャーの登録およびベンチ入りを承認（東京六大学野球連盟も同様に同季から承認）。
- 1994年 秋季の1部リーグ戦に限り、第一週を土日週末開催（神宮球場を六大学野球が未使用のため）、以後恒例化する。
- 1994年 秋季開幕戦で駒大の女子マネージャーが連盟初のベンチ入りを果たす。
- 1994年 秋季からDH制を初導入。
- 1995年 秋季で連盟のオフィシャルガイドブックの発行を再び廃止。
- 1996年 11月9日に明治神宮外苑創建70周年記念試合として東京六大学野球連盟との選抜チーム対抗試合実施（1対4で敗れる）。また、11月14日には連盟結成65周年記念として、東都OBプロ選抜対現役選抜交流戦を実施（2対1で現役チーム勝利）。
- 2001年 連盟創立70周年式典を挙行。同時に連盟としては初になる連盟70年史を発行。[11]また、11月11日に記念試合として東都OBプロ選抜対現役選抜交流戦を実施（6対4で現役チーム勝利）。
- 2002年 CS・J-SKYスポーツにてリーグ戦数試合の放送が開始（放送2シーズン目には1部2部入れ替え戦まで中継する力の入れようだったが、その後はシーズン毎に中継試合数が縮小し、2004年を最後に終了）。
- 2005年 第54回全日本大学野球選手権大会において青山学院大学が4度目の出場で4度目の優勝。連盟別での優勝回数が21回となり、初めて東京六大学野球連盟を抜いて全国最多となる。また、秋季の終了をもって1971年から駒澤大学を35年間70シーズン率いた太田誠監督が勇退（監督としての生涯戦績：501勝393敗19分け、リーグ優勝22回、大学選手権優勝5回、神宮大会優勝5回、2部降格は1季のみ。501勝は全国の監督の中でも最多）。
- 2007年　秋季リーグ戦において、好評を博していた秋季の開幕戦のみの1部リーグ戦土日開催（六大学リーグ戦未使用時期に当たるため）に加えて、そのメリットを活かすために試験的に開幕週を6校登場の3試合とし、リーグ戦期間を7週制で行う。
- 2009年　秋季リーグ戦において2007年秋季以来6校登場の3試合開幕戦を行い、期間を7週制で行う。立正大学が創部61年目、加盟51年目で初優勝を果たす。
- 2010年　秋季に國學院大學が初優勝。
- 2015年　一般財団法人に移行。YouTubeで1部リーグ公式戦および入替戦の試合動画の無料配信を開始。
- 2016年　FRASH LIVEでの試合動画の無料配信を開始。1部リーグ公式戦および各部入替戦の生中継に加えて、2部・3部・4部公式戦の録画配信を開始。春季ゴールデンウィークに1部2試合、2部2試合の1日4試合の1部2部同時開催を初めて実施。
- 2019年  秋季からタイブレーク制を初導入。
- 2020年  新型コロナウイルス感染拡大の影響で春季リーグ戦を中止。秋季リーグ戦は2回戦総当たり、勝利数で優勝を決定する。また2部リーグは数試合を除いて、3部は無観客試合。入替戦は実施せずに2、3部優勝校は自動昇格。
- 2021年  春季リーグ戦において1部リーグを7校で開催し、2部との入替戦を1部6・7位校、2部優勝校の3校で実施[12]。秋季リーグ戦は入替戦は実施せず。
- 2022年 帝京平成大学が加盟。これに伴い、愛称が「PREMIUM UNIVERSITIES22」となる。また春季1部開幕節を大分県の別大興産スタジアムで開催し、2勝先取勝点制と入替戦も復活した。秋季1部開幕節を福島県の福島県営あづま球場・ヨーク開成山スタジアムで開催。

## 試合会場
一部リーグは明治神宮野球場を使用する。
本連盟は、関東で2番目に結成された大学野球リーグとして早い時期から東京六大学野球連盟に次ぐ存在と認知され、神宮球場の使用割り当て優先の配慮を東京六大学野球連盟に次いで受けている。春秋のリーグ戦期間中、東都は木曜日・金曜日の優先割り当て権を得ているが、リーグ戦消化の都合上、一部リーグは火曜日から試合日程を組み込んでいる。ただし、土曜日～水曜日の優先使用権は六大学リーグにあるため、六大学が雨天等により順延した場合はその分日程が後日にずれることになる。六大学リーグが順延した場合、東都リーグも順延する場合が多く、リーグ終盤は試合日程を変更したり、変則的な日程となる場合もあり、優勝の行方を左右することも多い。なお、各部のリーグ運営の詳細は下記に詳述する。

### 一部リーグ
先述のとおり、原則として神宮球場で主に火曜日以降の平日に試合を開催する。ただし、9月の第1週の週末は六大学野球の未使用日に当たるため、1994年以降長らくの間、秋季の開会式と1部リーグ戦開幕を土日の神宮球場で開催してきた。2014年以後東京ヤクルトスワローズが第1週にデーゲームを開催したため、土日開幕は中断したが2018年に5年ぶりに復活した。春季リーグは六大学の日程が組まれない4月第1週の月曜日から開幕となることが多いが、2012年は日曜日に開幕戦を行った実績がある。祝日を含めた休日の開催実績は、ゴールデンウィークや秋分の日を中心に多数あるが、近年はヤクルトがデーゲームを開催することが増え、変則的な日程を組むことが多くなっている。
雨天順延等の諸事情により、神宮球場のみでの試合消化が困難な場合、近年も神宮第二球場や府中市民球場、東洋大学グラウンドでの開催実績がある。また、1960年代以前には、1部リーグ戦で後楽園球場や駒沢球場が併用されていた時期もあった。
2019年春季から日程が再編され、毎週全6校が登場してナイターを含む1日3試合ずつ行い、5カードを全5週で消化させた（予備日、3回戦を含むプロ併用日は1試合）。しかし、第3試合終了時間が極めて遅い試合も生じたことからも秋季からは各試合開始時刻を早めた。2022年から開幕節は地方球場で行うようになった。同年秋リーグからは神宮球場の日程確保が難しくなっている点に加え、学生の講義出席に配慮するため、土休日にZOZOマリンスタジアムを使用する公式戦を設定している。
なお、秋季大会は、神宮球場を本拠とするプロ野球チーム（1952年と1963年は東映フライヤーズ、1964年以後は国鉄スワローズ→サンケイ・スワローズ→サンケイ・アトムズ→アトムズ→ヤクルト・アトムズ→（東京）ヤクルトスワローズ）が、日本選手権シリーズに出場する可能性があることを踏まえ、日程調整を行う可能性がある。このことについては、同じ神宮球場を主会場とする東京六大学野球連盟と共通する事項になるため、東京六大学野球連盟#秋季大会と日本シリーズの兼ね合いの詳述を参照すること。

### 二部リーグ
原則として首都圏の公営球場等で主に月曜日以降の平日に試合を開催する。
2013年以前は原則として神宮第二球場で開催していた。ただし、神宮第二球場はゴルフ練習場を兼ねている都合上、祝日や使用できない予備日等においては、東京農業大学グラウンドを始めとした各大学が所有する野球場を使用して試合を実施していた。
2014年から神宮第二球場での開催は、球場が非常に狭く、ファールボールが場外に飛び出すなどといった問題や施設の老朽化などもあるため、原則として参加校のグラウンドを使用することになった（その後、閉鎖も決定）。土日開催を原則とし、1・2回戦は対戦校の各大学グラウンドを入替えるホーム&アウェイ方式とし、3回戦以後にもつれ込んだ場合（および、土曜・日曜に雨天などの中止が生じ、月曜日以後に延期分が繰り越された場合）は原則として東京都町田市にある小野路球場を使用するが、東京六大学野球連盟が日曜日までにその週の試合を終えていれば神宮球場で開催するという変則的な日程を採用した。しかし、大学グラウンドの所在地によって移動が長距離となることから選手やファンからは不評であったことや、郊外開催となりプロ野球球団のスカウトが訪れる機会が減少するといった切実な事情もあり、2016年以後は原則として、相模原球場や大和スタジアム、上尾市民球場等を中心に、平日に首都圏の公営球場で試合を開催している。なお、2016年は西武プリンスドームで開催した他、神宮球場で、一部リーグとの同時開催をした実績もある。また、例外的に所属校及び社会人チームのグラウンドも使用している。

### 三部リーグ・四部リーグ
原則として各校の大学グラウンドで試合を開催する。近年は、各部所属校に応じて学習院大学グラウンド、一橋大学グラウンド、芝浦工業大学グラウンド、上智大学グラウンド（秦野）等が主戦場となっている。成蹊大学グラウンドも使用することがあり、大正大学グラウンドも実績がある（東京農業大学グラウンドも同校が三部以下に在籍の場合は使用）。2020年秋季以降は新型コロナウィルスによる影響から大学による制限もあり、1、2部校のグランドも使用。また公営球場も同様に使用することがあり、大田スタジアム、上尾市民球場で試合が開催された実績がある。

### 入替戦
一部・二部入替戦は神宮球場で実施する。過去には春秋ともに、早慶戦翌週の土日から入替戦を開催してきたが、春季については2013年以後6月第1週にヤクルトがデーゲームを開催しているため月曜日からの開幕となっている。秋季については原則として土日開催を維持しているが、2013年以後は東京都高等学校野球連盟主催の秋季大会との共催の形式を原則としてとっている。
二部・三部入替戦、三部・四部入替戦は、一部・二部入替戦終了後に同じく神宮球場で開催している。過去に、神宮第二球場が使用できた時代には、神宮球場が大学選手権大会や明治神宮大会により使用できない場合は第二球場で開催したが、現在は各大会終了後の神宮球場で開催している。
2016年秋は、11月第1週の土曜日に六大学リーグとヤクルトの間で神宮球場建設90年の記念試合を行ったため、高校野球との共催は行わず、日曜日からの開催となり、一部・二部、二部・三部、三部・四部入替戦の同日開催を実施するなど、状況に応じた例外的な運用もある。二・三部以下の入替戦は延期等により大学グラウンドでの開催実績もあり。

## 運営方法

### 構成
4部制で構成されている。最上位リーグを1部リーグ、順次下位リーグを2部、3部、4部と称する。1部から3部までは6校ずつ、4部は4校が所属する。
なお、2部リーグ以下の試合記録は表彰選手も含めてあくまで参考記録扱いであり、リーグ記録としては扱われない。

### 対戦方法
各部共に春季と秋季にそれぞれリーグ戦を実施。2戦先勝方式の総当たりによる勝ち点制。（引き分けは再試合）なお、4部のみはチーム数の関係で勝ち点制の総当りを2巡り行なう。また各シーズン終了後に各部の間（1部と2部、2部と3部、3部と4部）で入れ替え戦を実施する。
2019年秋季リーグ戦よりタイブレーク制度を導入することになった。9回終了時同点の場合、延長10回からノーアウト1・2塁の継続打順で決着がつくまで行う。
2戦先勝方式
同一の対戦校に対して先に2勝したチームがその相手校との対戦に勝利したとして対戦を終了する。（1勝1敗の場合は第3戦を行い決着を付ける。）
1部リーグにおけるコールドゲーム
- 点数差によるものは認められていない。
- 天候不良他自然災害などを理由として試合が出来なくなった場合は7回を終えたところでコールドを認める（2011年度春季は東日本大震災発生に伴う節電・省エネ対策の一環として日没の場合はその時点で試合を打ち切るが、コールドについては天候不良などに形式を準じる）。

### 順位決定方法

#### 勝ち点制
同一対戦校に勝ち越した場合に勝ち点1を獲得し、勝ち点が多い方が上位。勝ち点が同じ場合は全体の勝率比較によって順位を決定。
勝ち点も勝率も同じ場合は、優劣の決定が必要な場合に限り決定戦（プレイオフ）を行なう。
それ以外の場合は同順位とする。
（かつては、前シーズンの順位が上だった方を上位とする方法を採った時期もあった。）
決定戦での記録・成績はリーグ戦のチーム・個人の成績には含まれない。

### 入れ替え戦
各部のリーグ戦の終了後に上位リーグの最下位校と下位リーグの優勝校との間で対戦を組み、勝者チームを次シーズンの上位リーグの所属とする。（敗者チームは次シーズンは下位リーグ所属となる。）
対戦方法は2戦先勝方式。また、入れ替え戦の試合記録・成績は決定戦と同様に個人やチームのリーグ公式戦記録・成績には含まれない。
各部入れ替え戦ともに基本的には神宮球場を使用して行われる。通常は、1部2部入れ替え戦を先に開催して、1部2部入れ替え戦終了翌日から3部4部入れ替え戦と2部3部入れ替え戦の同時開催として実施される（過去には3試合同日開催が行われていた時期もあった）。なお、球場使用スケジュールの都合で、3部4部・2部3部入れ替え戦開催日が、全日本大学野球選手権大会及び明治神宮野球大会の開催日と被る場合が多く、その場合は神宮第二球場での開催に回ることが多くなっていたがその後は各部入替戦は各大会と異なる週に実施されている。また近年、秋季1部2部入替戦は秋季東京都高等学校野球大会の準決勝、決勝戦と同日開催として高校野球終了後に試合を行っている。

### その他

#### 開会式・閉会式
開会式は1部リーグ戦の開幕日の第一試合前に加盟全21校の参加で執り行われる。1部〜4部別に前季の順位に従った順番で一塁側ダグアウト入り口からの入場行進となる。なお、入退場の行進に際しては、場内放送により一般的な行進曲が流される。優勝旗・優勝杯の返還と連盟役員挨拶後に退場となる。なお、退場は一斉に関係者入場口からの退場になる。
表彰式は、各部リーグ戦の最終戦終了後にそのまま球場で執り行われる。優勝旗・優勝杯の授与（4部は優勝杯のみ）と連盟役員の挨拶後に退場、終了となる。個人表彰は別途行う。
開会式の最中には、東都大学野球連盟の所属校応援団の中で、全日本学生応援団連盟に加盟している応援団のうち、さらに任意の数校が1塁側スタンドに陣取り団旗を掲げる（ただし、例年、多くても4校程度で、全くないシーズンもある）。因みに、これは、東都所属校のなか全日本学生応援団連盟に加盟している応援団の慣習によるもので、野球連盟としてはいっさい関知していない行為に当たる。

#### 審判員
1部リーグ戦の審判員は、全員が連盟登録の公式審判員が務める。所属校OBをメインに構成されているが、外部招聘の審判員も少数ながら含まれている。2部リーグ戦は球審と2塁塁審に関しては1部リーグ戦と同様であるが、1塁塁審と3塁塁審に関しては1部所属校の野球部員が当番制で務める。3・4部のリーグ戦では、球審に関しては1・2部リーグ戦と同様で、塁審は2部所属校の野球部員が当番制で務める。

#### 優勝杯
読売新聞社寄贈の優勝旗、連盟杯、文部科学大臣杯、明治神宮杯がある。

#### 選手の表彰
各部（1部〜4部）の優勝校、最高殊勲選手、最優秀投手、首位打者と、1部のベストナインがそれぞれ選ばれる（記録としては昭和33年春季リーグより残っている）。選出には、首位打者を除き、公式記録の成績を基にして主に登録の報道記者クラブの投票結果で行なわれる。

#### 公式記録員
各リーグ所属校の当該試合出場校以外の登録された野球部員が務める。

#### 場内アナウンス
現在は、各リーグ所属校の女子マネージャーが試合毎に代わる代わる務めている。在籍校の紹介も行なわれている。

#### 入場料
神宮球場で行われる1部及び2部リーグ戦、入替戦（1部2部、2部3部、3部4部）、1部新人戦、交流試合とそれぞれ一般券が1,400円、学生券が600円、中高生券100円（2020年秋季現在）にて入場可能。その他球場（2部リーグ以下）は原則無料試合で行われている。また以前はシニア券（65歳以上、1,000円）もあったほか、2019年春季は1日3試合制を採用して第3試合前から一般でも1,000円のナイター券を発売した。嘗て神宮第二球場で開催されていた2部リーグ戦も1部と当時同額であった。
なお、前記のように秋季1部2部入替戦が秋季高校野球東京都大会と同日開催の場合（翌日以降の2部3部以下を含む）は先に試合開始となる高校野球との共通券として入場料一般800円（2019年現在）が適用される。

#### 新人戦
例年、8月下旬にその年度の1部秋季リーグ所属予定の6校により神宮球場にてトーナメント戦で行われる。試合規定等は1部リーグ戦とほぼ同様。ただし、後述の各部交流戦がある年度は、神宮球場以外（各大学グランド）にて開催される。なお、年によっては秋季1、2部リーグの12校で実施される。

#### 各部交流戦
例年4年に一度に1部から4部の21校を基本的には同部同士の対戦がないような配慮にてランダムな組み合わせで各校1試合ずつ（校数の関係で抽選にて1校のみは2試合）の対戦を神宮球場にて行う。ただし、試合時間の制限があり9回完了するとは限らない。また時間制限内や9回完了時に引き分けの場合はそのまま終了となる。2部以下も含む全加盟校が神宮球場で試合を行える機会であり、3部以下の大学は主力メンバーで臨むが1・2部校は新人戦と時期が近いこともあり、（学生含む）コーチが指揮し、控え選手を起用するケースが多い。
連盟創設60周年を記念して行われた加盟全21校による交流トーナメント戦がきっかけ。以後4年に一度に現在のような形で行われるようになった。

#### 出場停止に伴う順次降格について
連盟や学生野球協会により出場停止の処分を受けた場合、停止期間中はリーグ戦・入れ替え戦ともに不戦敗と同等扱い（ただし記録上は不戦敗という記録にはならない）になる。出場停止期間中のリーグ戦と入れ替え戦は全て不戦敗となることで、それに応じて、「リーグ戦全敗→最下位→入れ替え戦出場→不戦敗→降格」という手順を踏んでいく。東都のように入れ替え戦システムを採っている連盟では実質的には降格処分と同等になるが、それは入れ替え制のシステムには必然的に伴うもので降格そのものは処分内容ではない。（仮にトーナメント戦しか行っていない連盟の場合は、単にその期間中に出場停止となるだけになる。）

## 歴代優勝

### 歴代優勝チーム・入れ替え戦の結果
平成以降の成績
- ☆：全国大会優勝
- ○：入れ替え戦の勝者
- ●：入れ替え戦の敗者

| 開催年 | 1部優勝                                      | 1部・2部入れ替え戦                           | 1部・2部入れ替え戦                           | 2部・3部入れ替え戦                           | 2部・3部入れ替え戦                           | 3部・4部入れ替え戦                           | 3部・4部入れ替え戦                           |
| 開催年 | 1部優勝                                      | 1部最下位                                    | 2部優勝                                      | 2部最下位                                    | 3部優勝                                      | 3部最下位                                    | 4部優勝                                      |
| ------ | -------------------------------------------- | -------------------------------------------- | -------------------------------------------- | -------------------------------------------- | -------------------------------------------- | -------------------------------------------- | -------------------------------------------- |
| 1989春 | 専修大学                                     | 中央大学●                                    | 東洋大学○                                    | 立正大学○                                    | 大正大学●                                    | 芝浦工業大学●                                | 上智大学○                                    |
| 1989秋 | 青山学院大学                                 | 國學院大學●                                  | 日本大学○                                    | 立正大学○                                    | 大正大学●                                    | 一橋大学●                                    | 芝浦工業大学○                                |
| 1990春 | 亜細亜大学☆                                  | 東洋大学○                                    | 中央大学●                                    | 拓殖大学○                                    | 順天堂大学●                                  | 上智大学●                                    | 武蔵工業大学○                                |
| 1990秋 | 亜細亜大学                                   | 日本大学○                                    | 中央大学●                                    | 東京農業大学○                                | 大正大学●                                    | 芝浦工業大学○                                | 一橋大学●                                    |
| 1991春 | 東洋大学                                     | 専修大学○                                    | 中央大学●                                    | 拓殖大学○                                    | 大正大学●                                    | 学習院大学●                                  | 一橋大学○                                    |
| 1991秋 | 駒澤大学                                     | 専修大学○                                    | 立正大学●                                    | 東京農業大学○                                | 順天堂大学●                                  | 芝浦工業大学●                                | 学習院大学○                                  |
| 1992春 | 駒澤大学☆                                    | 専修大学●                                    | 國學院大學○                                  | 国士舘大学○                                  | 大正大学●                                    | 成蹊大学○                                    | 上智大学●                                    |
| 1992秋 | 日本大学                                     | 國學院大學○                                  | 立正大学●                                    | 東京農業大学○                                | 大正大学●                                    | 成蹊大学○                                    | 芝浦工業大学●                                |
| 1993春 | 青山学院大学☆                                | 國學院大學●                                  | 東京農業大学○                                | 拓殖大学○                                    | 大正大学●                                    | 一橋大学●                                    | 芝浦工業大学○                                |
| 1993秋 | 駒澤大学☆                                    | 東京農業大学●                                | 立正大学○                                    | 拓殖大学○                                    | 大正大学●                                    | 芝浦工業大学○                                | 一橋大学●                                    |
| 1994春 | 駒澤大学☆                                    | 立正大学●                                    | 国士舘大学○                                  | 拓殖大学○                                    | 大正大学●                                    | 学習院大学○                                  | 東京工業大学●                                |
| 1994秋 | 青山学院大学                                 | 亜細亜大学●                                  | 立正大学○                                    | 拓殖大学●                                    | 大正大学○                                    | 武蔵工業大学●                                | 東京工業大学○                                |
| 1995春 | 東洋大学                                     | 国士舘大学●                                  | 亜細亜大学○                                  | 大正大学●                                    | 拓殖大学○                                    | 東京工業大学●                                | 上智大学○                                    |
| 1995秋 | 青山学院大学                                 | 日本大学●                                    | 専修大学○                                    | 拓殖大学○                                    | 大正大学●                                    | 成蹊大学○                                    | 一橋大学●                                    |
| 1996春 | 青山学院大学☆                                | 東洋大学○                                    | 国士舘大学●                                  | 東京農業大学○                                | 大正大学●                                    | 上智大学●                                    | 東京工業大学○                                |
| 1996秋 | 亜細亜大学                                   | 立正大学○                                    | 国士舘大学●                                  | 東京農業大学○                                | 大正大学●                                    | 成蹊大学●                                    | 一橋大学○                                    |
| 1997春 | 亜細亜大学                                   | 東洋大学○                                    | 中央大学●                                    | 拓殖大学○                                    | 大正大学●                                    | 東京工業大学●                                | 成蹊大学○                                    |
| 1997秋 | 駒澤大学                                     | 東洋大学●                                    | 日本大学○                                    | 國學院大學○                                  | 学習院大学●                                  | 芝浦工業大学○                                | 武蔵工業大学●                                |
| 1998春 | 亜細亜大学                                   | 青山学院大学○                                | 国士舘大学●                                  | 拓殖大学○                                    | 順天堂大学●                                  | 学習院大学○                                  | 東京工業大学●                                |
| 1998秋 | 亜細亜大学☆                                  | 立正大学●                                    | 東洋大学○                                    | 拓殖大学○                                    | 一橋大学●                                    | 学習院大学○                                  | 武蔵工業大学●                                |
| 1999春 | 青山学院大学☆                                | 専修大学●                                    | 中央大学○                                    | 拓殖大学○                                    | 大正大学●                                    | 一橋大学●                                    | 武蔵工業大学○                                |
| 1999秋 | 青山学院大学                                 | 中央大学○                                    | 立正大学●                                    | 拓殖大学●                                    | 順天堂大学○                                  | 武蔵工業大学●                                | 一橋大学○                                    |
| 2000春 | 亜細亜大学☆                                  | 東洋大学○                                    | 立正大学●                                    | 順天堂大学●                                  | 拓殖大学○                                    | 成蹊大学○                                    | 上智大学●                                    |
| 2000秋 | 東洋大学                                     | 中央大学○                                    | 東京農業大学●                                | 拓殖大学●                                    | 順天堂大学○                                  | 芝浦工業大学●                                | 上智大学○                                    |
| 2001春 | 日本大学                                     | 東洋大学○                                    | 専修大学●                                    | 順天堂大学●                                  | 拓殖大学○                                    | 成蹊大学●                                    | 芝浦工業大学○                                |
| 2001秋 | 駒澤大学☆                                    | 東洋大学○                                    | 専修大学●                                    | 東京農業大学○                                | 大正大学●                                    | 学習院大学○                                  | 成蹊大学●                                    |
| 2002春 | 亜細亜大学☆                                  | 駒澤大学●                                    | 専修大学○                                    | 立正大学○                                    | 大正大学●                                    | 一橋大学●                                    | 成蹊大学○                                    |
| 2002秋 | 亜細亜大学☆                                  | 専修大学●                                    | 駒澤大学○                                    | 東京農業大学●                                | 順天堂大学○                                  | 学習院大学○                                  | 一橋大学●                                    |
| 2003春 | 亜細亜大学                                   | 日本大学○                                    | 専修大学●                                    | 順天堂大学●                                  | 東京農業大学○                                | 学習院大学●                                  | 東京工業大学○                                |
| 2003秋 | 青山学院大学                                 | 亜細亜大学○                                  | 國學院大學●                                  | 専修大学○                                    | 大正大学●                                    | 東京工業大学○                                | 学習院大学●                                  |
| 2004春 | 日本大学                                     | 駒澤大学○                                    | 専修大学●                                    | 拓殖大学○                                    | 大正大学●                                    | 成蹊大学●                                    | 学習院大学○                                  |
| 2004秋 | 中央大学                                     | 東洋大学○                                    | 専修大学●                                    | 拓殖大学○                                    | 順天堂大学●                                  | 芝浦工業大学○                                | 一橋大学●                                    |
| 2005春 | 青山学院大学☆                                | 亜細亜大学（注1）                            | 立正大学（注1）                              | 拓殖大学○                                    | 順天堂大学●                                  | 芝浦工業大学○                                | 成蹊大学●                                    |
| 2005秋 | 青山学院大学                                 | 中央大学●                                    | 亜細亜大学○                                  | 拓殖大学●                                    | 大正大学○                                    | 東京工業大学●                                | 成蹊大学○                                    |
| 2006春 | 青山学院大学                                 | 立正大学●                                    | 國學院大學○                                  | 大正大学○                                    | 拓殖大学●                                    | 学習院大学●                                  | 一橋大学○                                    |
| 2006秋 | 亜細亜大学☆                                  | 日本大学●                                    | 専修大学○                                    | 大正大学○                                    | 順天堂大学●                                  | 上智大学○                                    | 学習院大学●                                  |
| 2007春 | 東洋大学                                     | 専修大学●                                    | 立正大学○                                    | 大正大学●                                    | 拓殖大学○                                    | 一橋大学●                                    | 学習院大学○                                  |
| 2007秋 | 東洋大学☆                                    | 國學院大學●                                  | 日本大学○                                    | 拓殖大学○                                    | 大正大学●                                    | 順天堂大学○                                  | 一橋大学●                                    |
| 2008春 | 東洋大学☆                                    | 駒澤大学●                                    | 中央大学○                                    | 國學院大學○                                  | 大正大学●                                    | 成蹊大学○                                    | 東京工業大学●                                |
| 2008秋 | 東洋大学☆                                    | 日本大学●                                    | 國學院大學○                                  | 拓殖大学○                                    | 大正大学●                                    | 上智大学○                                    | 一橋大学●                                    |
| 2009春 | 東洋大学                                     | 立正大学○                                    | 専修大学●                                    | 国士舘大学○                                  | 大正大学●                                    | 芝浦工業大学○                                | 東京工業大学●                                |
| 2009秋 | 立正大学☆                                    | 青山学院大学●                                | 国士舘大学○                                  | 専修大学○                                    | 大正大学●                                    | 芝浦工業大学●                                | 一橋大学○                                    |
| 2010春 | 東洋大学☆                                    | 立正大学●                                    | 青山学院大学○                                | 日本大学○                                    | 順天堂大学●                                  | 上智大学○                                    | 東京都市大学●                                |
| 2010秋 | 國學院大學                                   | 国士舘大学●                                  | 駒澤大学○                                    | 専修大学○                                    | 大正大学●                                    | 成蹊大学○                                    | 芝浦工業大学●                                |
| 2011春 | 東洋大学☆                                    | 國學院大學●                                  | 日本大学○                                    | 専修大学○                                    | 大正大学●                                    | 一橋大学●                                    | 芝浦工業大学○                                |
| 2011秋 | 亜細亜大学                                   | 中央大学○                                    | 拓殖大学●                                    | 東京農業大学○                                | 順天堂大学●                                  | 芝浦工業大学○                                | 一橋大学●                                    |
| 2012春 | 亜細亜大学                                   | 日本大学●                                    | 國學院大學○                                  | 東京農業大学○                                | 順天堂大学●                                  | 芝浦工業大学○                                | 東京都市大学●                                |
| 2012秋 | 亜細亜大学                                   | 東洋大学●                                    | 専修大学○                                    | 国士舘大学○                                  | 順天堂大学●                                  | 芝浦工業大学○                                | 東京都市大学●                                |
| 2013春 | 亜細亜大学                                   | 専修大学●                                    | 拓殖大学○                                    | 東京農業大学○                                | 順天堂大学●                                  | 上智大学○                                    | 東京都市大学●                                |
| 2013秋 | 亜細亜大学☆                                  | 駒澤大学○                                    | 東洋大学●                                    | 東京農業大学○                                | 大正大学●                                    | 成蹊大学○                                    | 一橋大学●                                    |
| 2014春 | 亜細亜大学                                   | 青山学院大学○                                | 立正大学●                                    | 東京農業大学○                                | 芝浦工業大学●                                | 上智大学○                                    | 一橋大学●                                    |
| 2014秋 | 駒澤大学☆                                    | 青山学院大学●                                | 専修大学○                                    | 東京農業大学○                                | 大正大学●                                    | 上智大学●                                    | 一橋大学○                                    |
| 2015春 | 専修大学                                     | 拓殖大学●                                    | 日本大学○                                    | 東京農業大学○                                | 順天堂大学●                                  | 一橋大学●                                    | 上智大学○                                    |
| 2015秋 | 亜細亜大学☆                                  | 駒澤大学●                                    | 東洋大学○                                    | 国士舘大学○                                  | 学習院大学●                                  | 成蹊大学○                                    | 一橋大学●                                    |
| 2016春 | 亜細亜大学                                   | 中央大学○                                    | 青山学院大学●                                | 国士舘大学○                                  | 順天堂大学●                                  | 成蹊大学○                                    | 一橋大学●                                    |
| 2016秋 | 日本大学                                     | 専修大学○                                    | 国士舘大学●                                  | 東京農業大学○                                | 大正大学●                                    | 成蹊大学●                                    | 一橋大学○                                    |
| 2017春 | 東洋大学                                     | 専修大学●                                    | 立正大学○                                    | 国士舘大学○                                  | 大正大学●                                    | 芝浦工業大学●                                | 成蹊大学○                                    |
| 2017秋 | 東洋大学                                     | 日本大学●                                    | 駒澤大学○                                    | 東京農業大学○                                | 学習院大学●                                  | 一橋大学○                                    | 芝浦工業大学●                                |
| 2018春 | 東洋大学                                     | 中央大学○                                    | 日本大学●                                    | 東京農業大学○                                | 順天堂大学●                                  | 一橋大学●                                    | 芝浦工業大学○                                |
| 2018秋 | 立正大学☆                                    | 中央大学○                                    | 専修大学●                                    | 東京農業大学○                                | 大正大学●                                    | 芝浦工業大学○                                | 一橋大学●                                    |
| 2019春 | 東洋大学                                     | 駒澤大学○                                    | 専修大学●                                    | 東京農業大学○                                | 大正大学●                                    | 成蹊大学○                                    | 一橋大学●                                    |
| 2019秋 | 中央大学                                     | 駒澤大学〇                                   | 拓殖大学●                                    | 東京農業大学●                                | 大正大学〇                                   | 上智大学〇                                   | 東京都市大学●                                |
| 2020春 | 新型コロナウイルス感染症の影響により開催中止 | 新型コロナウイルス感染症の影響により開催中止 | 新型コロナウイルス感染症の影響により開催中止 | 新型コロナウイルス感染症の影響により開催中止 | 新型コロナウイルス感染症の影響により開催中止 | 新型コロナウイルス感染症の影響により開催中止 | 新型コロナウイルス感染症の影響により開催中止 |
| 2020秋 | 亜細亜大学                                   | 中央大学・東洋大学・駒澤大学（注2）          | 青山学院大学（注3）                          | 国士舘大学・大正大学（注2）                  | 東京農業大学（注3）                          | 芝浦工業大学（注3）                          | 一橋大学（注3）                              |
| 開催年 | 1部優勝                                      | 1部・2部入れ替え戦                           | 1部・2部入れ替え戦                           | 2部・3部入れ替え戦                           | 2部・3部入れ替え戦                           | 3部・4部入れ替え戦                           | 3部・4部入れ替え戦                           |
| 開催年 | 1部優勝                                      | 1部出場校                                    | 2部優勝                                      | 2部出場校                                    | 3部優勝                                      | 3部出場校                                    | 4部優勝                                      |
| 2021春 | 國學院大學                                   | 東洋大学（6位）● 立正大学（7位）●            | 日本大学〇                                   | 東京農業大学（5位）〇 大正大学（6位）●       | 学習院大学●                                  | 成蹊大学（5位）〇 芝浦工業大学（6位）●       | 東京都市大学●                                |
| 開催年 | 1部優勝                                      | 1部・2部入れ替え戦                           | 1部・2部入れ替え戦                           | 2部・3部入れ替え戦                           | 2部・3部入れ替え戦                           | 3部・4部入れ替え戦                           | 3部・4部入れ替え戦                           |
| 開催年 | 1部優勝                                      | 1部最下位                                    | 2部優勝                                      | 2部最下位                                    | 3部優勝                                      | 3部最下位                                    | 4部優勝                                      |
| 2021秋 | 國學院大學                                   | 中央大学・日本大学（注2）（注4）             | 拓殖大学（注4）                              | 東京農業大学（注4）                          | 大正大学（注4）                              | 成蹊大学（注4）                              | 東京工業大学（注4）                          |
| 2022春 | 亜細亜大学☆                                  | 中央大学○                                    | 東洋大学●                                    | 国士舘大学○                                  | 学習院大学●                                  | 成蹊大学●                                    | 帝京平成大学○                                |
| 2022秋 | 國學院大學                                   | 駒澤大学○                                    | 専修大学●                                    | 国士舘大学○                                  | 帝京平成大学●                                | 上智大学●                                    | 成蹊大学○                                    |
| 2023春 | 青山学院大学☆                                | 駒澤大学●                                    | 東洋大学○                                    | 東京農業大学●                                | 大正大学○                                    | 一橋大学○                                    | 上智大学●                                    |
| 2023秋 | 青山学院大学                                 | 東洋大学●                                    | 駒澤大学○                                    | 大正大学●                                    | 東京農業大学○                                | 一橋大学●                                    | 上智大学○                                    |
| 2024春 | 青山学院大学☆                                | 駒澤大学●                                    | 東京農業大学○                                | 立正大学○                                    | 順天堂大学●                                  | 成蹊大学○                                    | 一橋大学●                                    |
| 2024秋 | 青山学院大学☆                                | 東京農業大学●                                | 東洋大学〇                                   | 国士舘大学〇                                 | 帝京平成大学●                                | 順天堂大学〇                                 | 一橋大学●                                    |
| 2025春 | 青山学院大学                                 | 日本大学●                                    | 駒澤大学〇                                   | 国士舘大学〇                                 | 順天堂大学●                                  | 成蹊大学〇                                   | 一橋大学●                                    |
| 2025秋 |                                              |                                              |                                              |                                              |                                              |                                              |                                              |

- （注1）：亜細亜大学が出場停止処分を受け2部へ降格。2部優勝の立正大学が1部に自動昇格した。
- （注2）：新型コロナウイルスの影響を考慮して、入れ替え戦を行わないため単独の最下位を決定せず。
- （注3）：新型コロナウイルスの影響を考慮して、入れ替え戦は行わず、下部の優勝校はそれぞれ上位リーグへ自動昇格となった。
- （注4）：新型コロナウイルスの影響を考慮して、入れ替え戦は行わず、リーグの昇降格は行われなかった。

### リーグ優勝回数
2025年春季リーグ終了時点
1部リーグ
| 優勝回数 | 大学                  |
| -------- | --------------------- |
| 32       | 専修大学（注1）       |
| 27       | 駒澤大学 亜細亜大学   |
| 25       | 中央大学（注2）       |
| 23       | 日本大学（注3）       |
| 20       | 東洋大学              |
| 17       | 青山学院大学          |
| 4        | 國學院大學（注4）     |
| 3        | 芝浦工業大学          |
| 2        | 立正大学              |
| 1        | 学習院大学 国士舘大学 |

- （注1）：3校同率優勝1回を含む
- （注2）：3校同率優勝1回を含む、優勝預かり1回を除く
- （注3）：3校同率優勝1回を含む、優勝預かり2回を除く
- （注4）：優勝預かり1回を除く

2部リーグ
（判明分の記録のみ）
| 優勝回数 | 大学                                                           |
| -------- | -------------------------------------------------------------- |
| 23       | 専修大学                                                       |
| 18       | 国士舘大学                                                     |
| 16       | 青山学院大学                                                   |
| 15       | 國學院大學                                                     |
| 14       | 日本大学                                                       |
| 12       | 東京農業大学                                                   |
| 11       | 立正大学                                                       |
| 9        | 芝浦工業大学 中央大学 東洋大学                                 |
| 6        | 駒澤大学                                                       |
| 5        | 拓殖大学                                                       |
| 4        | 学習院大学                                                     |
| 3        | 東京商科大学（現：一橋大学） 亜細亜大学                        |
| 1        | 東京文理科大学（現：筑波大学） 東京慈恵会医科大学 東京工業大学 |

3部リーグ
（判明分の記録のみ）
| 優勝回数 | 大学                                                                |
| -------- | ------------------------------------------------------------------- |
| 39       | 大正大学                                                            |
| 27       | 拓殖大学                                                            |
| 26       | 順天堂大学                                                          |
| 12       | 学習院大学                                                          |
| 7        | 成蹊大学                                                            |
| 6        | 東京教育大学（現:筑波大学）                                         |
| 5        | 上智大学 芝浦工業大学                                               |
| 3        | 東洋大学 明治学院大学 國學院大學 東京農業大学                       |
| 2        | 一橋大学 青山学院大学 東京経済大学 立正大学 国士舘大学 帝京平成大学 |
| 1        | 武蔵工業大学（現：東京都市大学） 亜細亜大学                         |

4部リーグ
（判明分の記録のみ）
| 優勝回数 | 大学                             |
| -------- | -------------------------------- |
| 33       | 一橋大学                         |
| 19       | 東京工業大学                     |
| 15       | 上智大学                         |
| 14       | 東京都市大学（旧：武蔵工業大学） |
| 13       | 芝浦工業大学                     |
| 7        | 順天堂大学 学習院大学 成蹊大学   |
| 2        | 拓殖大学                         |
| 1        | 大正大学 帝京平成大学            |

### 全国大会成績
※大学選手権＝全日本大学野球選手権大会出場回数、神宮大会＝明治神宮大会出場回数。
| 学校         | 最終出場大会      | 全国大会 合計出場回数 | 大学選手権 | 神宮大会 | 備考                                                    |
| ------------ | ----------------- | --------------------- | ---------- | -------- | ------------------------------------------------------- |
| 駒澤大学     | 2014年 神宮大会   | 28                    | 14         | 14       | 全日本大学野球選手権大会優勝：6回 明治神宮大会優勝：5回 |
| 亜細亜大学   | 2022年 大学選手権 | 25                    | 14         | 11       | 全日本大学野球選手権大会優勝：5回 明治神宮大会優勝：5回 |
| 東洋大学     | 2019年 大学選手権 | 20                    | 13         | 7        | 全日本大学野球選手権大会優勝：4回 明治神宮大会優勝：2回 |
| 青山学院大学 | 2025年 大学選手権 | 16                    | 8          | 8        | 全日本大学野球選手権優勝：6回 明治神宮大会優勝：1回     |
| 日本大学     | 2016年 神宮大会   | 12                    | 8          | 4        | 全日本大学野球選手権大会優勝：2回 明治神宮大会優勝：1回 |
| 中央大学     | 2019年 神宮大会   | 11                    | 6          | 5        | 全日本大学野球選手権優勝：3回 明治神宮大会優勝：1回     |
| 専修大学     | 2015年 大学選手権 | 10                    | 8          | 2        | 全日本大学野球選手権優勝：1回 明治神宮大会準優勝：1回   |
| 國學院大學   | 2022年 神宮大会   | 4                     | 1          | 3        | 明治神宮大会準優勝：1回                                 |
| 立正大学     | 2018年 神宮大会   | 2                     | 0          | 2        | 明治神宮大会優勝：2回                                   |
| 国士舘大学   | 1979年 神宮大会   | 1                     | 0          | 1        |                                                         |
| 芝浦工業大学 | 1970年 大学選手権 | 1                     | 1          | 0        |                                                         |

## 加盟大学（2025年春季リーグ開始時点）

### 1部リーグ
- 青山学院大学硬式野球部
- 亜細亜大学硬式野球部
- 國學院大學硬式野球部
- 中央大学硬式野球部
- 東洋大学硬式野球部
- 日本大学硬式野球部

### 2部リーグ
- 国士舘大学硬式野球部
- 駒澤大学硬式野球部
- 専修大学硬式野球部
- 拓殖大学野球部
- 立正大学硬式野球部
- 東京農業大学硬式野球部

### 3部リーグ
- 大正大学硬式野球部
- 学習院大学硬式野球部
- 順天堂大学硬式野球部
- 成蹊大学硬式野球部
- 帝京平成大学硬式野球部
- 上智大学硬式野球部

### 4部リーグ
- 芝浦工業大学硬式野球部
- 東京工業大学硬式野球部
- 東京都市大学硬式野球部（旧：武蔵工業大学）
- 一橋大学硬式野球部（旧：東京商科大学）

### かつて参加していた大学
- 日本体育大学
- 成城大学
- 武蔵大学
- 東海大学
- 東京教育大学（旧：東京文理科大学、現：筑波大学）
- 明治学院大学
- 東京経済大学
  - 上記7チームは1964年に首都大学野球連盟を創設。

- 東京慈恵会医科大学（1947年春季限りで脱退）
  - 現在、関東医科大学硬式野球リーグに加盟。

## その他のエピソード

### 応援団

#### 活動規制
東都大学野球連盟では、同じ神宮球場を専有使用している東京六大学野球における東京六大学応援団連盟のように、野球連盟と密接な関係をもつ学生応援団連盟は存在しない。応援団・応援部については当該校野球部の直轄管理責任となっており、野球部の公認がある場合のみ応援活動が認められている。なお、全日本学生応援団連盟を参照。
過去の経緯
昭和30年代後半から40年代にかけた学園紛争期を中心に、他大学野球連盟含め東都大学野球連盟では、リーグ戦野球応援に絡んだ球場内外での各校応援団同士の乱闘傷害事件が相次ぎ、リーグ運営にまで悪影響を及ぼした。
特に1970年5月には亜細亜大学の応援団が、さらに9月には日本大学の応援団が、リーグ戦の応援に詰めかけて暴力事件を起こしたことから、同年9月25日、連盟側は緊急理事会を開き全21校（当時）の応援団に対し球場での応援を認めない処分を下した。その後、組織的な応援については、応援団・応援部の管理指導責任が当該野球部の責任となり、野球部の公認がある場合のみ応援活動が認められているが、これは前述のような当時の反省の上にたった結果である。

#### 使用楽器の規制
神宮球場・神宮第二球場は、自然環境保護（主に騒音の観点から）の都合から、楽器使用応援の規制を行なっており、東都大学野球連盟としてもこの通達に沿った応援規制を敷いている。スタンドでの応援活動で、規制制限外の応援への注意・指導は、球場内においては球場職員が直接これに当たっている。（詳細は明治神宮野球場の当該項を参照）

#### 応援リーダー台
使用している応援リーダー台は、東京六大学応援団連盟の所有物であるため、特別な事情がない限りは応援団同士の個別借用ではなく、借主は東都大学野球連盟として貸料を一括納入している。各校応援部・応援団は、野球部経由で東都大学野球連盟に納入するか、或いは学校によっては野球部・大学側が諸経費の一部として納入している。ただし応援組織のあり無しや応援形態の違いなど学校により事情が異なるので、台の使用と貸料の発生は、あくまで事前の申し出による。

### 伝統の一戦
早い時期から入れ替え戦制度を採っていた東都大学野球連盟では、東都と同じ旧制大学野球リーグ以来から続く東京六大学野球での早慶戦や、現在の関西学生野球の関関戦・同立戦等のような知名度の高い伝統的な対戦カードは存在し得なかった。しかし、それでも一部の関係者やファンの間では伝統の一戦と呼ばれる対決が存在する。以下に例を記す（伝統的な定期戦交流をしている場合でも当該校同士でのみのものは対象外）。
- リーグ創世期の専修大学・中央大学・日本大学の3強時代の流れを汲むもの（東都御三家との異称もある[24]）
  - 専修大学 対 中央大学
  - 中央大学 対 日本大学
  - 日本大学 対 専修大学

- リーグ創世校同士のライバル校の流れを汲むもの
  - 東京農業大学 対 國學院大學[25]
  - 國學院大學 対 日本大学[26]

- 昭和後半期での優勝争いにまつわるもの
  - 東洋大学 対 駒澤大学
  - 東洋大学 対 亜細亜大学
  - 亜細亜大学 対 駒澤大学

これら東都の中でも比較的人気の高い対校戦を集め固定した試合をオフシーズンに準公式戦として開催、定期戦化していこうという動きが一部関係者の中で存在していたこともある。

### マスコミ等での扱い
古くからの有力校・強化校が多く、その上でリーグ戦が1部から4部まであり、入れ替え戦を通してのチームの浮き沈みの激しさもあいまって、頻繁に「戦国東都」と形容される。また、歴史や過去の全国大会での成績においても関東での大学野球界でしばしば双璧の存在として対比される東京六大学リーグとの関係において「人気の六大学、実力の東都」といわれてきた。80年代には当時のテレビ神奈川や優勝に関わる試合をNHKラジオ第1放送（関東地区）が中継していた時代もある。2000年代初頭にはJSKYスポーツが主に同日神宮球場でヤクルト戦のナイター放送がある日に、また1シーズンのみスカイAが中継したこともある。
またマスコミではないが、公式スポンサーのミニミニグループのひとつである株式会社ミニミニ城西の学生支援部が展開するブログ（SHIEN-BLOG.）にて、1部の試合を中心に定期的に試合内容が報じられている。

### 奇跡の優勝
1958年秋季1部リーグ、学習院の健闘により大混戦となった。それまで東都1部リーグは専修・日大・中央の3校しか優勝してなく、学習院は1950年に連盟に加盟し翌年1部に昇格したが万年下位に低迷し、1・2部入替戦にまわり1部残留を死守していたチームであった。その学習院がリーグ終了時日大・中央と共に7勝5敗の勝ち点3で首位に並び、巴戦によるプレーオフが行われることとなった。ところがプレーオフは二廻りしても3校1勝1敗で決着がつかず、連盟では三廻り目は行わず優勝預かりとする意見が支配するに至ったが、学習院が強硬に三廻り目開催を要求し、結局日大・中央に2勝した学習院が専修・日大・中央以外で初の優勝校となった。
皇太子（現 明仁上皇）の出身校であることや試合観戦もしていたため、試合結果はAP電で世界に流された。
この後、学習院は1961年を最後に1部より降格、1982年秋季以降3部に降格した。

### 2015年の再編問題について
2015年9月、本大会を主催する東都大学野球連盟事務局長の白鳥正志が、全21チームを、1部12、2部9に再編する案を検討していることを明かした。
その理由として、2014年より2部リーグの主会場とされた明治神宮第二球場が老朽化ないし明治神宮外苑の再開発計画を理由として使用できなくなったため、3部以下と同じ要領で、2部加盟大学のグラウンドでのホーム・アンド・アウェー、および予備会場として町田市の小野路公園野球場（東京六大学リーグの予備日である月・火曜日に試合が行われないことが確定した場合は明治神宮球場）を利用することから、移動負担が大きくなってしまうということが問題となっていた。
ただ、現在の3戦2勝制（引き分け再試合）を維持すると、試合数が多くなるため、1回総当たりによる勝率制なども検討されていたが、試合数や使用球場の問題もありその後再編問題は進んでいない。
なお、他に場所を移してリーグ戦が実施された例として、上述のように東都大学リーグ史上に残る接戦といわれた1958年の1部秋季リーグ戦で、中大、日大、学習院大の3校が同率で並ぶ三つ巴の優勝決定戦が3回目までもつれた際に旧駒澤球場で実施された例がある。1回目、2回目とも3校1勝1敗となり決まらず、3回目が行われ学習院が日大を下し、中大との対戦が神宮球場から場所を移して旧駒澤球場で行われた。この試合で学習院が中大を下し初のリーグ優勝を決めた。

### 東都六大学
一部の新聞や雑誌、ネット上のサイト内記述や東都所属校野球部OB、さらには著名な野球解説者でさえも稀に「東都六大学」という用語を使用しているケースがある。さらにはかつては国会答弁の中でもその表現が使われたことがある。ただし、所属校も6校限定ではないことから、東都大学野球連盟では公的にも、また（国内の一部の連盟に見られるような）ローカルな愛称や通称としても「六大学」の呼称は使用しておらず、完全にスラングである。

### 歴代の珍記録・初記録・珍エピソードなど
- 1959年 春季、1部の中央大が部員の不祥事 [32]でリーグ戦を1季間出場停止（2部に自動降格）。
- 1966年 春季（4月26日）の日亜1回戦で起きた両校応援団同士の乱闘事件の顛末に両チームが巻きこまれ一時は両校出場辞退・2部転落危機の前代未聞の事件が発生[33]。
- 1984年 春季、2部の拓殖大に出場選手の資格違反[34]が発覚し、1年間（2季）の出場停止（4部に順次降格）。
- 1984年 春季（5月31日）の2部リーグ戦において、優勝を決定する最終直接対戦カード（青学大と専大）が第4戦までもつれ、当時1部リーグ戦を凌ぐ盛り上がりを見せ、かつ球場が空いていたことなどを連盟側に考慮され、最終戦が神宮球場で行われた（過去にもこのとき一度のみ）。
- 1985年 秋季、1部の国士舘大に部員待遇に学生野球憲章違反の疑い[35]がかかり、1年間（2季）の出場停止（3部に順次降格）。
- 1985年 秋季（10月16日）、54年のリーグ史上初のプロ野球の事情により同日開催予定の第二試合を中止（同日開催のヤクルト-阪神戦による阪神久々の優勝の可能性の混乱を受けての四谷署からの要請による球場側との協議の結果）。
- 1988年 1部リーグ戦で神宮第二球場を使った最後の年度。
- 1992年 春季の亜青第3戦、亜大内野手があるプレーに激高し走者を蹴り上げる。あわや乱闘になりかけるが試合続行。試合後に亜大側の反省文提出で収束。
- 1993年 春季に1部リーグ史上初のルーキー投手開幕完投勝利（日大谷村逸郎。対亜大1回戦）。
- 1993年 春季に青国1回戦、國學院大打者走者が一塁走者を1部リーグ史上初の追い越しアウト。
- 1993年 秋季に1部開幕戦が3日連続で雨天順延（4日目にやっと開幕）。
- 1993年 秋季の2部開幕戦の國學院大酒井弘樹投手目当てにプロスカウト40人押しかける。
- 1994年 秋季に青学大の河原井正雄監督が現役監督としては1部史上初のコーチスボックスに立つ。
- 1994年 秋季に1部リーグ史上初の　初打席代打満塁逆転本塁打（東洋大徳田浩史。対日大1回戦）。
- 2005年 2004年末に起きた野球部員の不祥事[36]絡みで亜細亜大が春季リーグ戦の間（半年間）、出場停止処分。

### 連盟創設に関する諸説
東都大学野球連盟発足の経緯は、参考となる一次資料に乏しいため、いろいろな異説がまことしやかに流れているのが現状となっている。以下の内容はこうした状況を踏まえた上で、比較的信用できる文献の中に記述されている説をあくまで各論として列挙・紹介する。
- 1910年（明治43年）5月、中央大学有志の野球チームが明治大学の有志チームと三菱ケ原で対戦した（1勝1敗）[37]。中央大学で大学公認の野球部が発足するのは1930年であるが、それ以前から野球を愛好する学生集団が存在していたことがわかる[38]。

（補足）：野球評論家の大和球士は明大有志チームと対戦した後の中央大学について「その後に、正式な野球部を発足させないまま、校内の野球熱が冷却してしまったことは惜しい」と述べている。

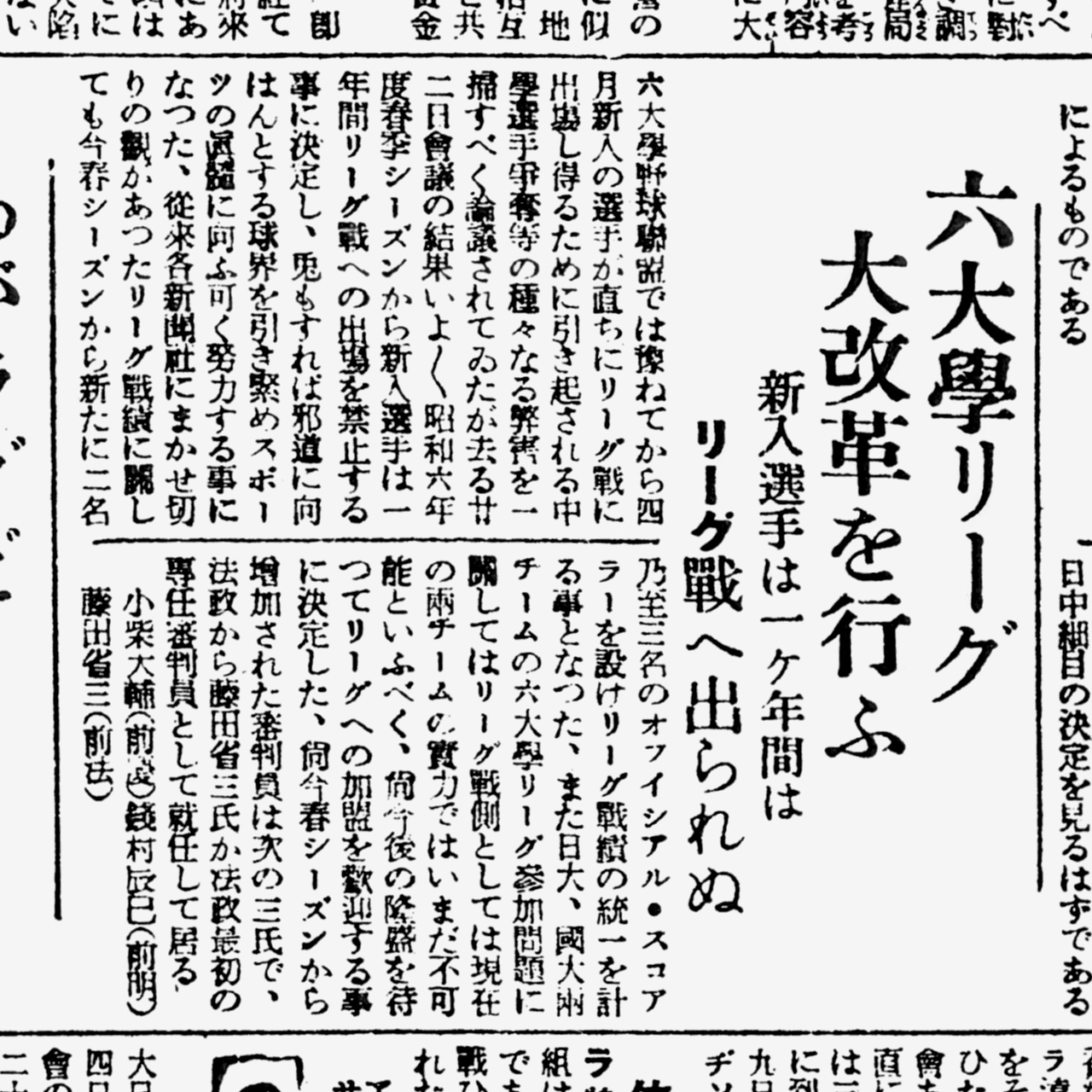
日本大学と國學院大學の六大学リーグ加盟見送りを報じる『東京朝日新聞』（1930年2月25日付朝刊3面）

- 日本大学や國學院大學、専修大学は東京六大学野球連盟へ加盟申請を度々行っていたが拒否され続けたため、やむなく他の大学を誘い東都大学野球連盟（当時は五大学野球連盟）を設立した[3]。

（補足）：1929年に日本大学と國學院大學は六大学各校と試験的に1試合ずつ対戦したが実力不足と判断され（日大は東大にも3-5で敗れた）、今後の隆盛を待って加盟を歓迎するとしながらも正式加盟は実現しなかった。
- 東都の母体である新五大学野球連盟が創設される以前、東京帝国大学と民法法典論争をしていた中央大学は[要検証 – ノート]東京六大学野球連盟への加盟要請を拒否[要出典]、同じく拒絶した日本大学・専修大学とともに東京六大学野球連盟に対抗する野球連盟を作ることを発起した。これに東京帝国大学と農学分野で論を競っていた東京農業大学が参加、日本大学と関係が深かった國學院大學も参加することになり、五大学野球連盟が結成された。さらにしばらくして、官立商科大学として東京大学とライバル的な関係にあった東京商科大学も合流した。

（補足）：中央大学が当時法典論争が元で東京帝国大学とあらゆる分野で同席することを断固拒絶する学内風潮が強く、そのため現在の東京六大学からの加盟打診を検討する段階で自ら拒否したことが幾つかの文献の記述に残っている。また、東京商科大学が東京帝国大学への吸収合併騒動の影響によって当時、東京大学との関係が悪化していたことがうかがえる。さらに東京農業大学も農学に対する考え方をめぐって東京帝国大学と対立状態にあった。

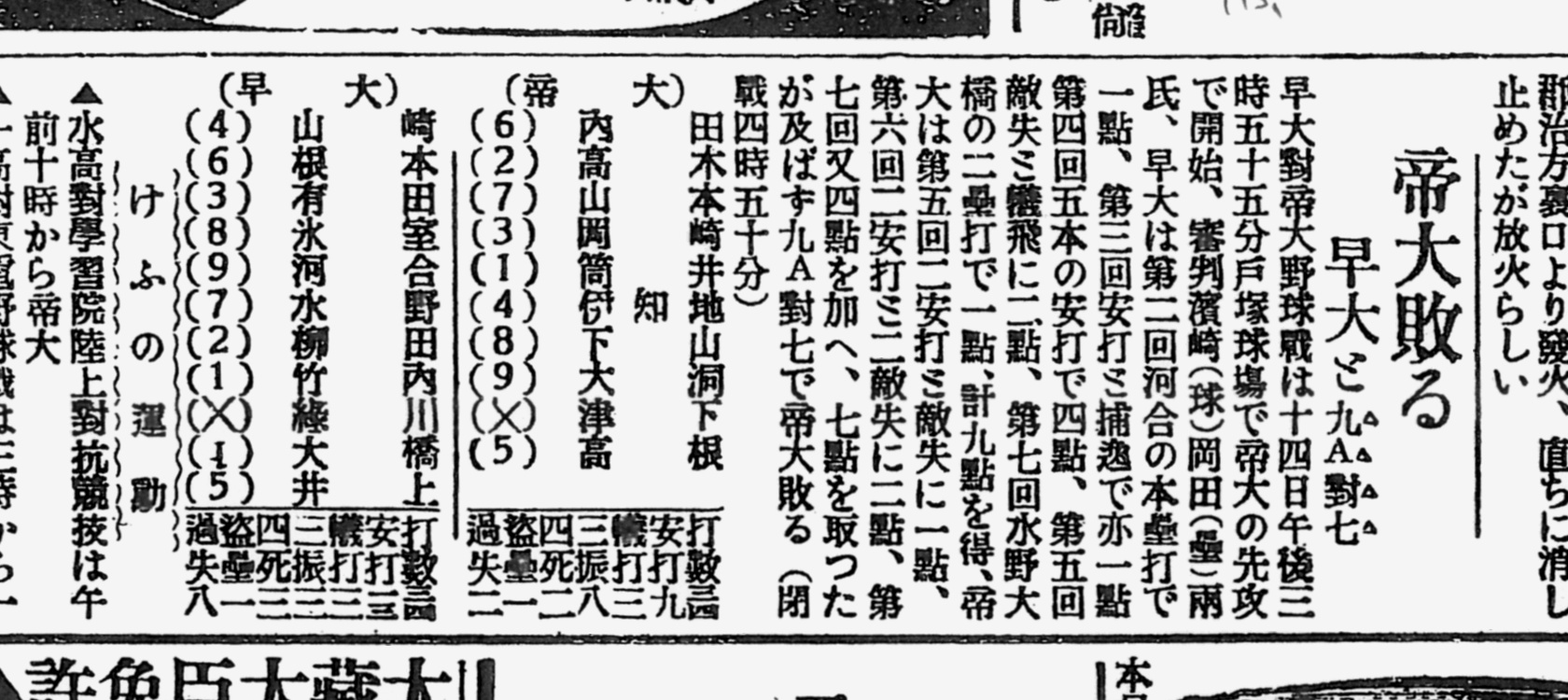
東京帝大は六大学リーグに正式加盟する前から早稲田との対戦実績があった（『東京朝日新聞』 1924年6月15日付朝刊7面）

- 当時（現東京六大学野球連盟加盟の最終六校が確定する1925年より前）の関東の大学野球で東京六大学各校に準じる実力を持っていた大学は、日本大学と國學院大學の2校であったという説と[要出典]、そうではなく、中央大学・専修大学・日本大学・東洋大学・上智大学などであり[要出典]、國學院大學や東京商科大学はそれほどではなかった。

（補足）：これらは関係者間での伝承やそれを元にした語り草程度の逸話でしかないため、信憑性の是非は今となっては問うのは難しいが、一般的にもうわさの類にありがちな、伝承者の自己顕示・自己満足的な意思が多分に含まれている可能性が高い。
- 当時の早稲田大学野球部は、どちらかといえば大学野球連盟（現在の東京六大学野球連を指す）の拡大に対して他校に比べると積極的・発展的な考えを持っていたが[要出典]、既存の他加盟校の反対（とりわけ明治大学や東大が反対したといわれている）[要出典]によって日本大学や國學院大學などをはじめとした他大学の新規加盟に至らなかったことを残念に思い、後日の新連盟（新五大学野球連盟）設立には積極的な支援をした。ちなみに、新五大学野球連盟の発足式は早大戸塚球場で実施をされているが、これもその早稲田大学側の意思の表れの一例とされている。

（補足）：後年に出版された『六大学野球』（佐藤文明著、現代書館）の中では、東大加盟に至るまでとその後の加盟校の選定・決定には、当時の早大野球部監督の飛田忠順の意思が最終的には大きく影響していたため、早稲田も他校（現在の六大学野球連盟加盟校以外の大学）の加盟には終始一貫して反対の立場であったという上記説とは対極になる記述がなされている。また、同書にはさらに「六大学成立には必然性があって最初から集まるべくして集まった6校であった。」という旨の記述がされている。さらに、飛田は著書の中で東大加盟前の五大学リーグ会議では「協議事項などは殆んどな」く、五大学リーグ戦の「組合せが主なるもの」だったと述べている。この言葉が事実であれば、会議の中で6番目の加盟校選定の問題は議題に上らなかったと考えられる。
- 五大学連盟成立後も六大学との連携あるいは合併を模索する動きは続き、1936年には六大学連盟に対して

1. 六大学側前シーズンの最下位チームと五大学側優勝チームの対戦
2. 五大学連盟の六大学連盟加盟

を要望した。しかし、六大学側は「試合数が増すので学業にも妨げとなり、文部省としても許可しないだらう」と回答し、六大学連盟への加盟を拒絶した。